# Kae Nishina
Kae Nishina (født 7. december 1972) er en tidligere japansk fodboldspiller. Hun har tidligere spillet for Japans kvindefodboldlandshold.

## Japans fodboldlandshold
| Japans landshold | Japans landshold | Japans landshold |
| År               | Kmp              | Mål              |
| ---------------- | ---------------- | ---------------- |
| 1995             | 9                | 0                |
| 1996             | 10               | 0                |
| 1997             | 7                | 1                |
| 1998             | 10               | 0                |
| 1999             | 6                | 0                |
| 2000             | 4                | 1                |
| Total            | 46               | 2                |